# Wheatley (Arkansas)
Wheatley è un comune degli Stati Uniti d'America, situato in Arkansas ed in particolare nella contea di St. Francis.